# Base Cabo Hallett

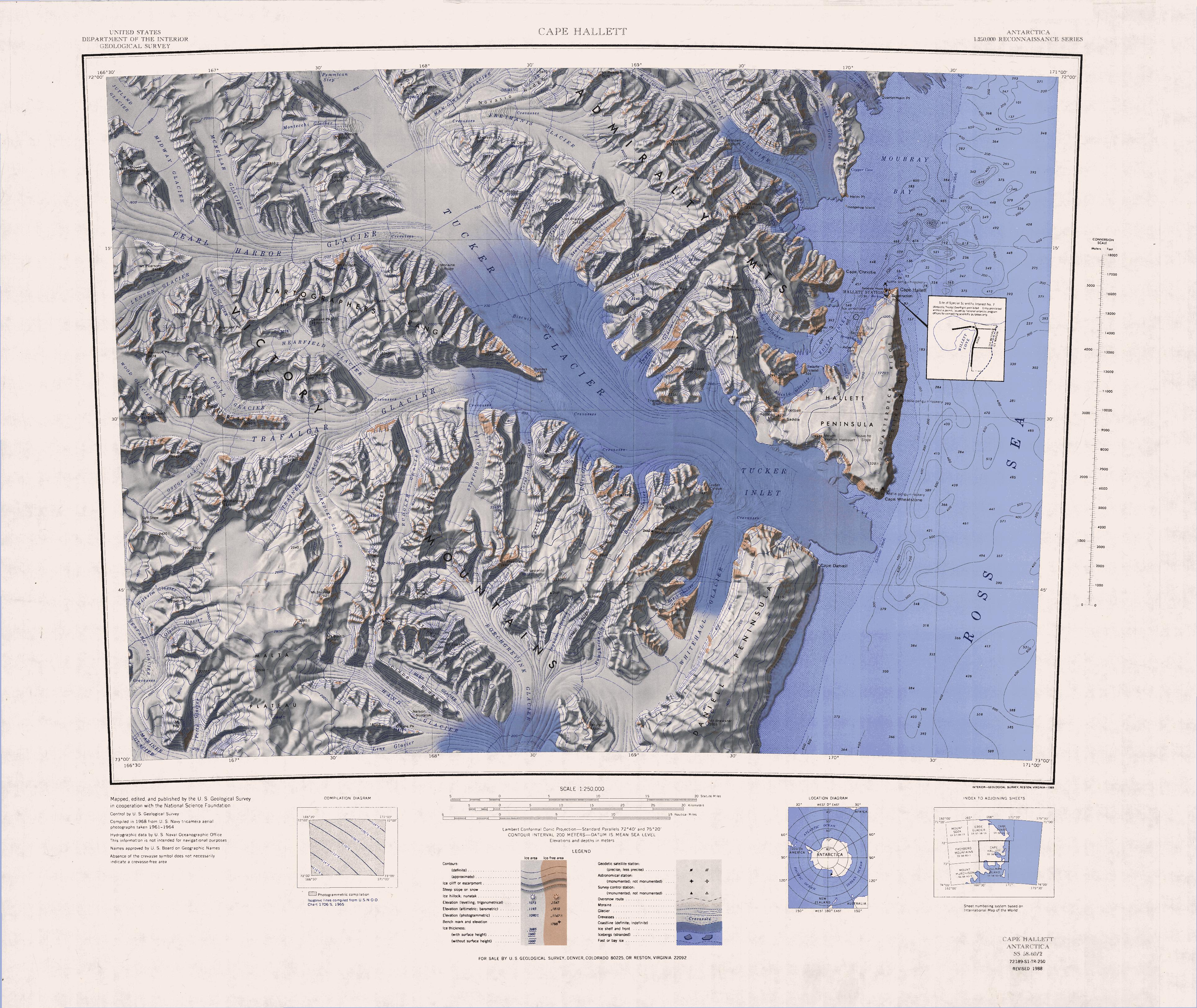
Mapa topográfico del área del cabo Hallett.

La Base Cabo Hallett o Base Hallett (en inglés: Cape Hallett Station) fue una estación de investigación científica conjunta de los Estados Unidos y Nueva Zelanda en la Antártida. Fue establecida en el Año Geofísico Internacional en el cabo Hallett en el extremo sur de la bahía Moubray. Este cabo es un área libre de hielo en la punta norte de la península Hallett en la costa del mar de Ross en el norte de la Tierra de Victoria.

## Historia
El 29 de diciembre de 1956 los barcos estadounidenses Northwind y Arneb desembarcaron equipos en el cabo Hallett y establecieron la base. El sitio estaba ocupado por una gran colonia de 8000 pingüinos adelaida, que fueron expulsados del lugar y se tendió una red para que no regresaran. En febrero de 1957 la construcción de la base fue completada, incluyendo un edificio en forma de balón inflado, 11 pequeñas casas, cabañas para observaciones geomagnéticas, y una torre para observación de la aurora polar.
El 1 de noviembre de 1957 aterrizó allí un avión DC3 que dio inicio a la New Zealand Geological Survey Antarctic Expedition. La base recibió suministros por vía marítima hasta que en octubre de 1961 comenzaron a operar allí aviones LC130 equipados con esquíes para aterrizar en el hielo. La base prestó apoyo a la expedición de 1967-1968 al monte Herschel liderada por Edmund Hillary. 
El 25 de diciembre de 1962 fue parcialmente destruida por un incendio que afectó una cabaña y un taller de carpintería. Otro incendio se produjo el 6 de marzo de 1964, que destruyó un edificio de investigación y la torre de observación de las auroras polares. En ese momento estaba ocupada por tres investigadores neozelandeses, que lograron ponerse a salvo. Luego de eso la base pasó a ser gestionada solo por los Estados Unidos únicamente durante temporada de verano. Desde entonces fue usada como base de verano hasta febrero de 1973, permaneciendo los edificios como un refugio de emergencia.
Entre 1984 y 1986 se removieron los edificios quemados y se tomaron algunas medidas para el retorno de los pingüinos, pero continuaron existiendo los depósitos de combustible y un tanque de 100 000 galones. En 2001 un equipo conjunto de Estados Unidos y Nueva Zelanda realizó una evaluación ambiental que condujo a un plan de remediación del sitio. Las tareas de limpieza continuaron entre 2003 y 2005, demoliéndose la mayoría de las estructuras remanentes. A fines de enero de 2010 se retiraron los últimos objetos que quedaban. Parte de los edificios y objetos de la base fueron trasladados al Museo de Canterbury, en Christchurch, Nueva Zelanda.
El sitio en donde se encontraba la base está protegido desde 1966 por el Sistema del Tratado Antártico. Fue la Zona Especialmente Protegida ZEP-7 hasta 2002, y desde entonces es la Zona Antártica Especialmente Protegida ZAEP-106 Cabo Hallett, Norte de la Tierra Victoria, Mar de Ross bajo el control de Estados Unidos, con un área de 0,53 km².